# Dysdera romantica
Dysdera romantica este o specie de păianjeni din genul Dysdera, familia Dysderidae, descrisă de Deeleman-reinhold, 1988.
Este endemică în Grecia. Conform Catalogue of Life specia Dysdera romantica nu are subspecii cunoscute.